# Nispa
Nispa là một chi nhện trong họ Linyphiidae.